# Bratske, Petrove
Bratske (în ucraineană Братське) este un sat în comuna Luhanka din raionul Petrove, regiunea Kirovohrad, Ucraina.

## Demografie
Componența lingvistică a localității Bratske
     Ucraineană (87,67%)
     Rusă (6,67%)
     Română (5%)
     Alte limbi (0,33%)
Conform recensământului din 2001, majoritatea populației localității Bratske era vorbitoare de ucraineană (87,67%), existând în minoritate și vorbitori de rusă (6,67%) și română (5%).